# Bilsington
Bilsington is een civil parish in het bestuurlijke gebied Ashford, in het Engelse graafschap Kent met 284 inwoners.